# Fly Air41 Airways
Fly Air41 Airways d.o.o. ist eine kroatische Fluggesellschaft mit Sitz in Zagreb und ein Tochterunternehmen von Schauinsland-Reisen.

## Geschichte
Fly Air41 Airways wurde 2021 gegründet und ist eine Schwestergesellschaft von Sundair. Der Name der Fluggesellschaft leitet sich von den Namen des Berliner Informatikunternehmens „Air 41“ ab, dessen Geschäftsführer Gründer Marcos Rossello einst war.
Fly Air41 Airways erhielt im August 2021 von der kroatischen Luftfahrtbehörde das Luftverkehrsbetreiberzeugnis (AOC). Ein Airbus A319-100 wurde am Flughafen Leipzig/Halle stationiert und der erste Flug startete am 20. August 2021 im Auftrag von Sundair.
Im September 2021 wurde der erste von zwei Airbus A320-200 übernommen, welcher seit dem 14. Oktober 2021 für Sundair in Bremen stationiert ist. Der zweite Airbus A320-200 folgte am 19. November und wurde zunächst am Flughafen Düsseldorf stationiert.
Im Frühjahr 2023 wurde bekannt, dass Fly Air41 Airways zwei weitere Airbus A319-100 von Sundair übernehmen wird und beide Airbus A320-200 im Sommer 2023 für die deutsche Fluggesellschaft Condor eingesetzt werden.
Am 30. Mai 2023 gab Schauinsland-Reisen bekannt, dass man die Anteilsmehrheit an Fly Air41 Airways und Sundair übernommen habe.
Die für Sundair eingesetzten Flugzeuge wurden dem Design von Sundair angepasst.

## Flugziele
Fly Air41 Airways führt im Namen ihrer Schwestergesellschaft Sundair regelmäßige Charter- und Linienflüge von verschiedenen deutschen Flughäfen zu Zielen im Mittelmeerraum, den Kanarischen Inseln sowie dem Roten Meer durch, vor allem von den Flughäfen Bremen, Lübeck-Blankensee, Dresden und Kassel aus. Seit Anfang Mai 2023 betreibt Fly Air41 Airways zwei Airbus A320-200 für Condor am Flughafen Düsseldorf, welche vor allem zu Zielen in Griechenland und Spanien eingesetzt werden.

## Flotte
Mit Stand Mai 2025 besteht die Flotte der Fly Air41 Airways aus sechs Flugzeugen mit einem durchschnittlichen Alter von 15,5 Jahren:
| Flugzeugtyp     | Anzahl | bestellt | Anmerkungen                              | Sitzplätze | Durchschnittsalter |
| --------------- | ------ | -------- | ---------------------------------------- | ---------- | ------------------ |
| Airbus A319-100 | 4      |          | je zwei betrieben für Condor und Sundair | 150 144    | 15,3 Jahre         |
| Airbus A320-200 | 2      |          | betrieben für Condor                     | 180        | 16,0 Jahre         |
| Gesamt          | 6      | -        |                                          |            | 15,5 Jahre         |